# Championnats d'Afrique de taekwondo 2021
Navigation
Édition précédente Édition suivante
Les Championnats d'Afrique de taekwondo 2021 ont lieu du 5 au 6 juin 2021 à Dakar, au Sénégal. Ils sont initialement prévus du 22 au 23 mai avant d'être reportés pour ne pas interférer avec les qualifications olympiques décalées en raison de la pandémie de Covid-19.
864 sportifs provenant de 54 nations participent à ces championnats.

## Podiums

### Hommes
| Catégorie              | Or                                | Argent                       | Bronze                        |
| ---------------------- | --------------------------------- | ---------------------------- | ----------------------------- |
| Poids fins (–54 kg)    | Hamza El Hacham (MAR)             | Omar Shakary (EGY)           | Ibrahima Joel Diallo (CIV)    |
| Poids fins (–54 kg)    | Hamza El Hacham (MAR)             | Omar Shakary (EGY)           | Mahamadou Amadou (NIG)        |
| Poids mouches (–58 kg) | Mohamed Khalil Jendoubi (TUN)     | Omar Lakehal (MAR)           | Casimir Betel (CHA)           |
| Poids mouches (–58 kg) | Mohamed Khalil Jendoubi (TUN)     | Omar Lakehal (MAR)           | Issa Diakité (CIV)            |
| Poids coqs (–63 kg)    | Fares Boujemai (TUN)              | Ahmed Nassar (EGY)           | Abdelbasset Wasfi (MAR)       |
| Poids coqs (–63 kg)    | Fares Boujemai (TUN)              | Ahmed Nassar (EGY)           | Youssouf Simpara (MLI)        |
| Poids plumes (–68 kg)  | Abdelrahman Wael (EGY)            | Aaron François Kobenan (CIV) | Ismael Yacouba (NIG)          |
| Poids plumes (–68 kg)  | Abdelrahman Wael (EGY)            | Aaron François Kobenan (CIV) | Faical Saidi (MAR)            |
| Poids légers (–74 kg)  | Firas Katoussi (TUN)              | Abdelrahman Elsayed (EGY)    | Koffi Jean Mermoz Akué (CIV)  |
| Poids légers (–74 kg)  | Firas Katoussi (TUN)              | Abdelrahman Elsayed (EGY)    | Amar Cissé Moussa (GAB)       |
| Poids welters (–80 kg) | Seif Eissa (EGY)                  | Achraf Mahboubi (MAR)        | Ababacar Sadikh Soumaré (SEN) |
| Poids welters (–80 kg) | Seif Eissa (EGY)                  | Achraf Mahboubi (MAR)        | Faysal Sawadogo (BUR)         |
| Poids moyens (–87 kg)  | Cheick Sallah Cissé (CIV)         | Ahmad Rawy (EGY)             | Soufiane Elasbi (MAR)         |
| Poids moyens (–87 kg)  | Cheick Sallah Cissé (CIV)         | Ahmad Rawy (EGY)             | Frédéric Hongbe Adoua (CHA)   |
| Poids lourds (+87 kg)  | Abdoulrazak Issoufou Alfaga (NIG) | Ayoub Bassel (MAR)           | Seydou Gbané (CIV)            |
| Poids lourds (+87 kg)  | Abdoulrazak Issoufou Alfaga (NIG) | Ayoub Bassel (MAR)           | Anthony Obame (GAB)           |

### Femmes
| Catégorie              | Or                            | Argent                              | Bronze                           |
| ---------------------- | ----------------------------- | ----------------------------------- | -------------------------------- |
| Poids fins (–46 kg)    | Shahd Samy Elhosseiny (EGY)   | Soukaina Sahib (MAR)                | Ranim Houimli (TUN)              |
| Poids fins (–46 kg)    | Shahd Samy Elhosseiny (EGY)   | Soukaina Sahib (MAR)                | Michelle Tau (LES)               |
| Poids mouches (–49 kg) | Oumaima El Bouchti (MAR)      | Bouma Ferimata Coulibaly (CIV)      | Nour Abdelsalam (EGY)            |
| Poids mouches (–49 kg) | Oumaima El Bouchti (MAR)      | Bouma Ferimata Coulibaly (CIV)      | Ikram Dhahri (TUN)               |
| Poids coqs (–53 kg)    | Chaima Toumi (TUN)            | Mennatalla Medhat (EGY)             | Chinazum Nwosu (NGA)             |
| Poids coqs (–53 kg)    | Chaima Toumi (TUN)            | Mennatalla Medhat (EGY)             | Balkissa Halidou Mossi (NIG)     |
| Poids plumes (–57 kg)  | Tekiath Ben Yessouf (NIG)     | Nada Laaraj (MAR)                   | Mary Muriu (KEN)                 |
| Poids plumes (–57 kg)  | Tekiath Ben Yessouf (NIG)     | Nada Laaraj (MAR)                   | Ashrakat Nabil Seddik (EGY)      |
| Poids légers (–62 kg)  | Merieme Khoulal (MAR)         | Koumba Nanah-Hélène Ibo (CIV)       | Rewan Refaei (EGY)               |
| Poids légers (–62 kg)  | Merieme Khoulal (MAR)         | Koumba Nanah-Hélène Ibo (CIV)       | Yacine Diaw (SEN)                |
| Poids welters (–67 kg) | Ruth Gbagbi (CIV)             | Elizabeth Oluchi Anyanacho (NGA)    | Sanae Baïza (MAR)                |
| Poids welters (–67 kg) | Ruth Gbagbi (CIV)             | Elizabeth Oluchi Anyanacho (NGA)    | Hedaya Malak (EGY)               |
| Poids moyens (–73 kg)  | Urgence Mouega (GAB)          | Astan Katherine Feghe Bathily (CIV) | Everlyn Aluoch Olo'o (KEN)       |
| Poids moyens (–73 kg)  | Urgence Mouega (GAB)          | Astan Katherine Feghe Bathily (CIV) | Maisoun Farouk (EGY)             |
| Poids lourds (+73 kg)  | Aminata Charlène Traoré (CIV) | Sabah Koutbi (MAR)                  | Toka Shaaban Sleman Hassan (EGY) |
| Poids lourds (+73 kg)  | Aminata Charlène Traoré (CIV) | Sabah Koutbi (MAR)                  | Faith Ogallo (KEN)               |

## Tableau des médailles
- Pays organisateur ( Sénégal)

| Rang  | Nation        | Or | Argent | Bronze | Total |
| ----- | ------------- | -- | ------ | ------ | ----- |
| 1     | Tunisie       | 4  | 0      | 2      | 6     |
| 2     | Maroc         | 3  | 6      | 4      | 13    |
| 3     | Égypte        | 3  | 5      | 6      | 14    |
| 4     | Côte d'Ivoire | 3  | 4      | 4      | 11    |
| 5     | Niger         | 2  | 0      | 3      | 5     |
| 6     | Gabon         | 1  | 0      | 2      | 3     |
| 7     | Nigeria       | 0  | 1      | 1      | 2     |
| 8     | Kenya         | 0  | 0      | 3      | 3     |
| 9     | Sénégal       | 0  | 0      | 2      | 2     |
| –     | Tchad         | 0  | 0      | 2      | 2     |
| 11    | Burkina Faso  | 0  | 0      | 1      | 1     |
| –     | Lesotho       | 0  | 0      | 1      | 1     |
| –     | Mali          | 0  | 0      | 1      | 1     |
| Total | Total         | 16 | 16     | 32     | 64    |